# Rheinisches Reichsprälatenkollegium

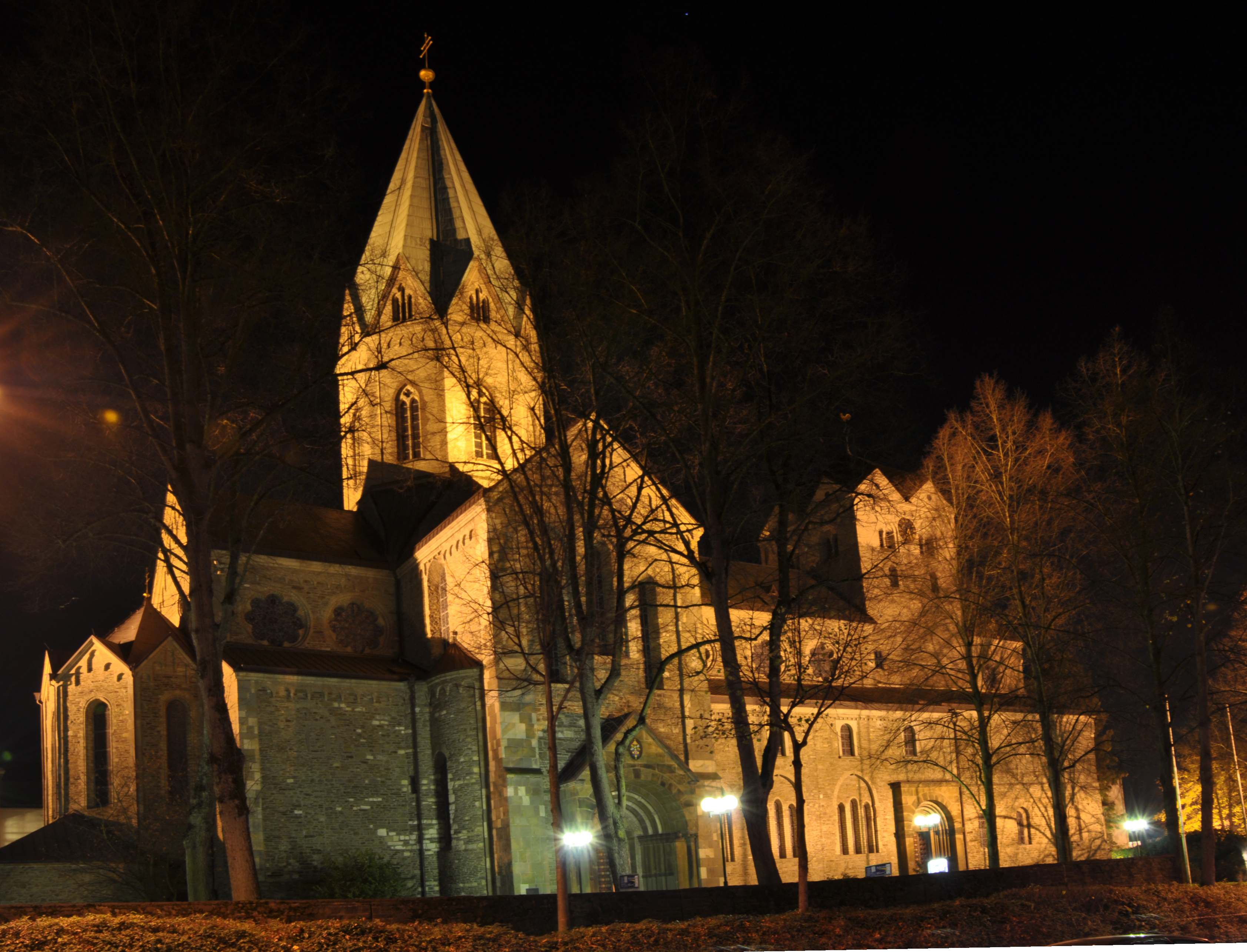
Der Abt von Werden war Direktor der Rheinischen Prälatenbank

Das Rheinische Reichsprälatenkollegium auch Rheinische Prälatenbank genannt war die Vertretung der Reichsprälaten ohne Virilstimme im Reichstag des Heiligen Römischen Reiches, die nicht dem schwäbischen Reichsprälatenkollegium angehörten. Der Zusammenschluss führte ab 1653 eine Kuriatstimme im Reichstag. 

## Entstehung
Erste Anfänge eines Zusammenschlusses neben dem schwäbischen Reichsprälatenkollegium reichen bis ins Jahr 1582 zurück. Seit Anfang des 17. Jahrhunderts nahmen einige nichtschwäbische Reichsabteien oder -stifte an Sitzungen des Reichsfürstenrates teil. Um 1640 beantragten einige von ihnen die Zuerkennung einer eigenen Kuriatstimme neben dem schwäbischen Kollegium. Mit der Gewährung im Jahr 1653 war die Entstehung des rheinischen Reichsprälatenkollegiums abgeschlossen. Dies war möglicherweise ein Ausgleich für die Verdoppelung der Reichsgrafenkollegien zwischen 1641 und 1653. Da drei von diesen mehrheitlich protestantisch waren, stellte das rheinische Reichsprälatenkollegium ein Gegengewicht dar. In der Aufrufordnung des Reichsfürstenrats nahm die Rheinische Prälatenbank die # 97 ein.

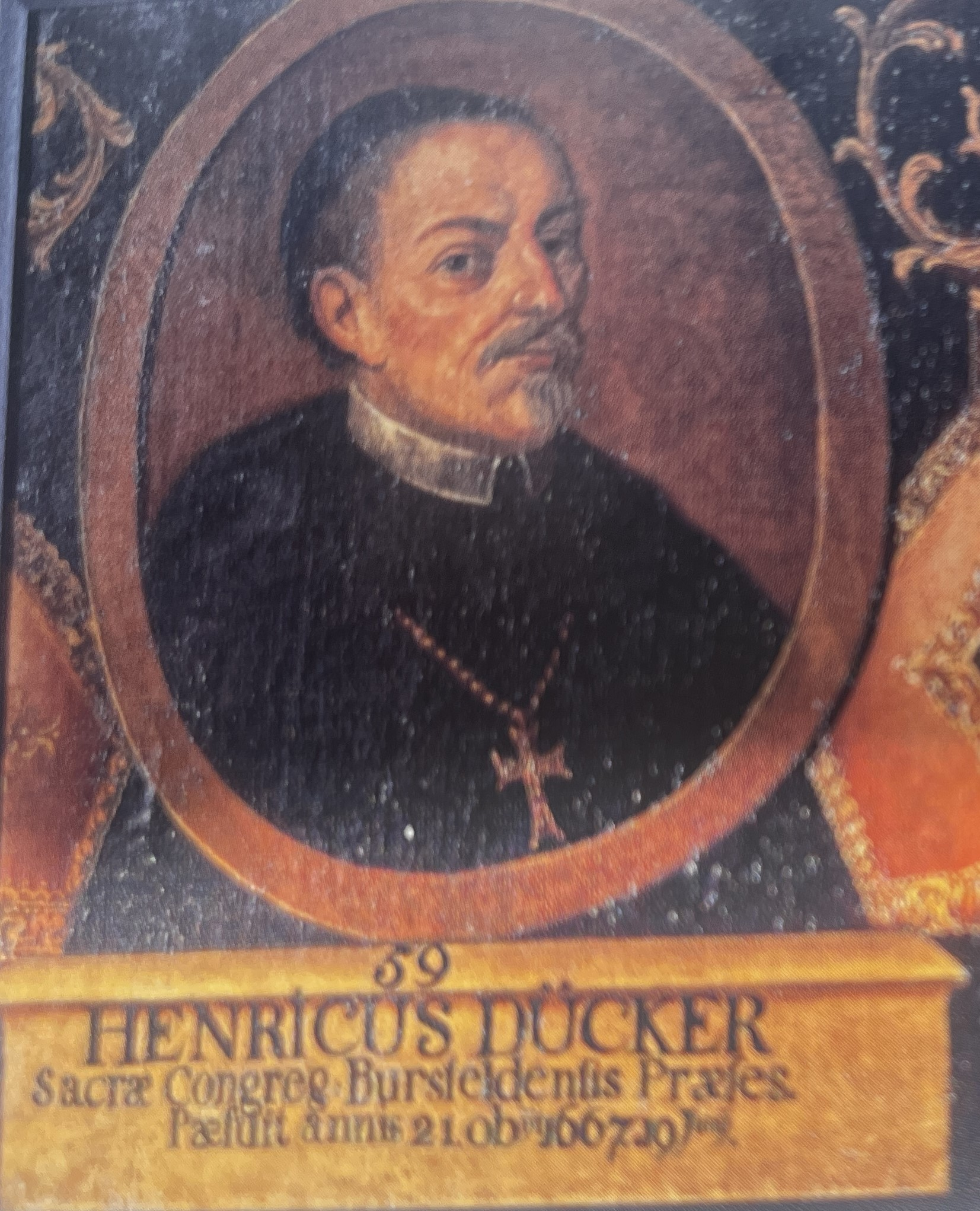
Reichsabt Heinrich Dücker von Werden, erster Direktor des Rheinischen Reichsprälatenkollegiums (1653–1667)

## Zusammensetzung
Direktor des Zusammenschlusses war der Abt von Werden. Dieser entsandte den Gesandten des Kollegiums zum Reichstag. Zeitweise hat daneben auch das Stift Gandersheim einen eigenen Abgesandten zum Reichstag geschickt.
Die Bezeichnung „rheinisch“ ist allerdings missverständlich. Während das schwäbische Pendant Reichsabteien und -stifte nur aus dem Gebiet des schwäbischen Reichskreises vertrat, waren im rheinischen Kollegium Reichsprälaten aus verschiedenen Teilen des Heiligen Römischen Reiches zusammengeschlossen. Selbst einige schwäbische Stifte wurden zumindest zeitweise Mitglieder des rheinischen Kollegiums (St. Ulrich und Afra in Augsburg, Kaisheim, Buchau und Isny).

## Bedeutung
Wie die Historikerin Sarah Hadry in ihrem Artikel des Historischen Lexikons Bayern ausführt, traf die politisch bedeutende Rolle, die das Kollegium der schwäbischen Prälaten innerhalb ihres Reichskreises spielte, für das über verschiedene Reichskreise verteilte rheinische Kollegium nicht zu. Ein weiterer Aspekt, der die Wirksamkeit minderte, kam hinzu. Im Gegensatz zum schwäbischen Kollegium umfasste das rheinische Kollegium nicht nur katholische, sondern auch protestantische Einrichtungen. Dies war einer gemeinsamen Politik wenig zuträglich. 
Nach Sarah Hadry hat der Zusammenschluss nennenswerte eigenständige Wirksamkeit kaum ausgeübt. Der Kenner des Reichsrechts Johann Jacob Moser war 1767 nicht einmal mehr in der Lage die genaue Zusammensetzung des Kollegiums anzugeben.

## Mitglieder der Rheinischen Prälatenbank 1792
Angaben für 1792
- 1. Abt von Kaisheim[Anm. 1] (Zisterziensermannsabtei, Schwäbischer Reichskreis, Bayerischer Reichskreis)[Anm. 2]
- 2. Komtur der Ballei Koblenz des Deutschen Ritterordens[Anm. 3] (Kurrheinischer Reichskreis)
- 3. Komtur der Ballei Elsass und Burgund des Deutschen Ritterordens[Anm. 4] für die Kommenden Altshausen, Rohr-Waldstetten und Mainau (Schwäbischer Reichskreis)
- --. Komtur der Kammerballei Österreich des Deutschen Ritterordens (1730 nicht mehr als Mitglied geführt)
- --. Komtur der Ballei an der Etsch des Deutschen Ritterordens (1730 nicht mehr als Mitglied geführt)
- 4. Propst von Odenheim[Anm. 5] (Chorherren-Stift, Oberrheinischer Reichskreis)
- 5. Abt von Werden[Anm. 6] (Benediktinermannsabtei, Niederrheinisch-Westfälischer Reichskreis)
- 6. Abt von St. Ulrich und Afra zu Augsburg[Anm. 7] (Benediktinermannsabtei, Schwäbischer Reichskreis)
- 7. Abt von St. Georgen zu Isny[Anm. 8] (Benediktinermannsabtei, Schwäbischer Reichskreis)
- 8. Abt von Kornelimünster[Anm. 9] (Benediktinermannsabtei, Niederrheinisch-Westfälischer Reichskreis)
- 9. Abt von St. Emmeram zu Regensburg[Anm. 10] (Benediktinermannsabtei, ab 1731 Fürstabtei, Bayerischer Reichskreis)
- --. Abt von St. Georgen im Schwarzwald (1538 österreichische Landsässigkeit)
- --. Abt von Walkenried (1593 braunschweig-lüneburgische Landsässigkeit)
- --. Abt von Münster im Gregoriental (1648 französische Landeshoheit)
- --. Abt von Waldsassen (1569 kurpfälzische Landsässigkeit, danach von Bayern eximiert)
- --. Abt von Saalfeld (1532 kursächsische Landsässigkeit, danach von Sachsen-Gotha eximiert)
- --. Abt von Stein am Rhein (1526 Landeshoheit der Stadt Zürich)
- 10. Fürstäbtissin von Essen[Anm. 11] (Kanonissenstift, Niederrheinisch-Westfälischer Reichskreis)
- 11. Fürstäbtissin von Buchau[Anm. 12] (Benediktinerfrauenabtei, Fürstabtei, Schwäbischer Reichskreis)
- 12. Äbtissin von Quedlinburg[Anm. 13] (Kanonissenstift, Obersächsischer Reichskreis)
- 13. Äbtissin von Herford[Anm. 14] (Kanonissenstift, Niederrheinisch-Westfälischer Reichskreis)
- 14. Äbtissin von Gernrode[Anm. 15] (Kanonissenstift, 1525 Damenstift, Obersächsischer Reichskreis)
- 15. Äbtissin von Niedermünster zu Regensburg[Anm. 16] (Kanonissenstift, Bayerischer Reichskreis)
- 16. Äbtissin von Obermünster zu Regensburg[Anm. 17] (Kanonissenstift, Bayerischer Reichskreis)
- 17. Äbtissin von Burtscheid[Anm. 18] (Zisterzienser-Frauenstift, Niederrheinisch-Westfälischer Reichskreis)
- 18. Äbtissin von Gandersheim[Anm. 19] (Kanonissenstift, 1568 Damenstift, Niedersächsischer Reichskreis)
- 19. Äbtissin von Thorn[Anm. 20] (Frauenstift, Niederrheinisch-Westfälischer Reichskreis)
- --. Äbtissin von St. Johannis zu Lübeck (1526 Landeshoheit der Stadt Lübeck, Reichsstandschaft strittig bis 1803)
- --. Äbtissin von Andlau (1680 französische Landeshoheit)
- --. Fürstäbtissin von Lindau (1730 nicht mehr als Mitglied geführt)

## Die Auflösung des Rheinischen Reichsprälatenkollegiums
Für die Reichsstände des Rheinischen Reichsprälatenkollegiums auf dem linken Rheinufer brachte der Friede von Lunéville vom 9. Februar 1801 die staatsrechtliche Anerkennung der seit 1795 erfolgten Besetzung durch französische Revolutionstruppen und Annexion an Frankreich:
- Ballei Koblenz (ohne Gebiet) zum Département Rhin-et-Moselle;
- Abteien Kornelimünster und Burtscheid zum Département Roer;
- Abteien Münster im Gregoriental und Andlau zum Département Haut-Rhin;
- Abtei Thorn zum Département Meuse-Inférieure.

Mit dem Reichsdeputationshauptschluss vom 25. Februar 1803 wurden die verbliebenen Reichsstände des Rheinischen Reichsprälatenkollegiums zugunsten der Fürsten und Grafen mit Besitz auf dem linken Rheinufer, der von Frankreich annektiert worden war, säkularisiert:
- Der Kurfürst von Pfalz-Bayern erhielt in § 2 die Abteien Kaisheim und St. Ulrich und Afra zu Augsburg;
- der König von Preußen in § 3 die Abteien Werden, Essen, Quedlinburg, Herford;
- der Herzog von Braunschweig-Wolfenbüttel in § 4 die Abtei Gandersheim;
- der Markgraf von Baden in § 5 die Propstei Odenheim;
- der Fürst von Thurn und Taxis in § 13 Stadt und Stift Buchau mit der Herrschaft Straßberg als Reichsfürstentum Buchau;
- der Fürst von Bretzenheim in § 22 Stadt und das gefürstete Damenstift Lindau als Fürstentum Lindau (1804 an Österreich verkauft, 1805 von Bayern annektiert).
- der Graf von Quadt in § 24 Stadt und Abtei Isny (1805 an Kurpfalzbayern verkauft, 1806 zu Württemberg);
- der Reichskurerzkanzler von Dalberg in § 25 die Abteien St. Emmeram, Niedermünster und Obermünster als Fürstentum Regensburg (1810 zu Bayern).

1805 erfolgte die Auflösung des Deutschen Ritterordens und von Vorderösterreich:
- Ballei Elsass und Burgund 1805 zu Württemberg, Baden, Bayern, Hohenzollern-Sigmaringen[Anm. 21];
- Ballei Österreich und Ballei an der Etsch zu Österreich;
- Abtei St. Georgen im Schwarzwald zu Villingen an Österreich (noch im selben Jahr zu Württemberg).

Mit der Rheinbundakte vom 12. Juli 1806 und der Gründung des Königreichs Westphalen 1807 waren weitere Veränderungen verbunden:
- Stifter Werden, Walkenried, Quedlinburg, Herford und Gandersheim zu Westphalen;
- Abtei Essen zum Großherzogtum Berg;
- Fürstentum Buchau zu Württemberg, Straßberg zu Hohenzollern-Sigmaringen;
- Abtei St. Georgen im Schwarzwald mit der Stadt Villingen von Württemberg an Baden.